# Sergei Sergejewitsch Plotnikow
Sergei Sergejewitsch Plotnikow (russisch Сергей Сергеевич Плотников; englische Transkription: Sergei Sergeyevich Plotnikov; * 3. Juni 1990 in Komsomolsk am Amur, Russische SFSR) ist ein russischer Eishockeyspieler, der seit Juli 2024 erneut beim SKA Sankt Petersburg aus der Kontinentalen Hockey-Liga (KHL) unter Vertrag steht und dort auf der Position des Flügelstürmers spielt. Seine größten Erfolge sind auf Vereinsebene der zweifache Gewinn des Gagarin-Pokals und der russischen Meisterschaft sowie der Gewinn des Weltmeistertitels mit der russischen Nationalmannschaft bei der Weltmeisterschaft 2014.

## Karriere
Sergei Plotnikow begann seine Karriere als Eishockeyspieler in der Nachwuchsabteilung von Amur Chabarowsk, für dessen zweite Mannschaft er von 2005 bis 2008 in der drittklassigen Perwaja Liga aktiv war. Beim CHL Import Draft 2008 wurde er von den Saguenéens de Chicoutimi aus der Ligue de hockey junior majeur du Québec als insgesamt 53. Spieler ausgewählt, blieb aber in der Heimat. Anschließend gab der Angreifer in der Saison 2008/09 sein Debüt im professionellen Eishockey, als er für Amurs Farmteam Jermak Angarsk in der Wysschaja Liga, der zweiten russischen Spielklasse, zum Einsatz kam. Zur Saison 2009/10 kehrte er nach Chabarowsk zurück und erzielte in seinem Rookiejahr in der Kontinentalen Hockey-Liga in 43 Spielen sechs Tore und bereitete weitere sechs Treffer vor.
Plotnikow spielte weitere zwei Jahre für Amur in der KHL und erzielte dabei weitere 18 Tore und 15 Assists, ehe er im Mai 2012 innerhalb der KHL zu Lokomotive Jaroslawl wechselte. Nach drei Jahren in Jaroslawl unterzeichnete er im Juli 2015 einen Einstiegsvertrag bei den Pittsburgh Penguins.
Bei den Penguins konnte sich Plotnikow in der Folge nicht durchsetzen und wurde im Februar 2016 an die Arizona Coyotes abgegeben. Im Gegenzug wechselten Matthias Plachta und ein erfolgsabhängiges Siebtrunden-Wahlrecht für den NHL Entry Draft 2017 nach Pittsburgh. Plotnikow beendete die Saison in Arizona und kehrte nach nur einem Jahr in Nordamerika in seine russische Heimat zurück, wo er einen Zweijahresvertrag beim SKA Sankt Petersburg unterzeichnete, der im Jahr 2018 um weitere vier Jahre verlängert wurde. Nur zwei Jahre später wurde der Stürmer im Mai 2020 allerdings zweimal Teil eines Transfergeschäfts, sodass er über Amur Chabarowsk beim HK Metallurg Magnitogorsk landete. Im Juli 2021 wechselte der Russe innerhalb der KHL zum Armeesportklub HK ZSKA Moskau, mit dem er am Saisonende den Gewinn des Gagarin-Pokals und der russischen Meisterschaft feierte und diese Erfolge in der darauffolgenden Spielzeit wiederholte. Bereits im Jahr 2017 hatte er beide Titel mit Sankt Petersburg gewonnen.
Nach drei Jahren beim Armeesportklub kehrte Plotnikow im Sommer 2024 zum SKA Sankt Petersburg zurück.

## Erfolge und Auszeichnungen
| - 2013 Teilnahme am KHL All-Star Game - 2015 Teilnahme am KHL All-Star Game - 2017 Gagarin-Pokal-Gewinn und Russischer Meister mit dem SKA Sankt Petersburg | - 2022 Gagarin-Pokal-Gewinn und Russischer Meister mit dem HK ZSKA Moskau - 2023 Gagarin-Pokal-Gewinn und Russischer Meister mit dem HK ZSKA Moskau |

### International
| - 2014 Goldmedaille bei der Weltmeisterschaft - 2014 All-Star-Team der Weltmeisterschaft - 2015 Silbermedaille bei der Weltmeisterschaft - 2016 Bronzemedaille bei der Weltmeisterschaft | - 2017 Bronzemedaille bei der Weltmeisterschaft - 2019 Bronzemedaille bei der Weltmeisterschaft - 2022 Silbermedaille bei den Olympischen Winterspielen |

## Karrierestatistik

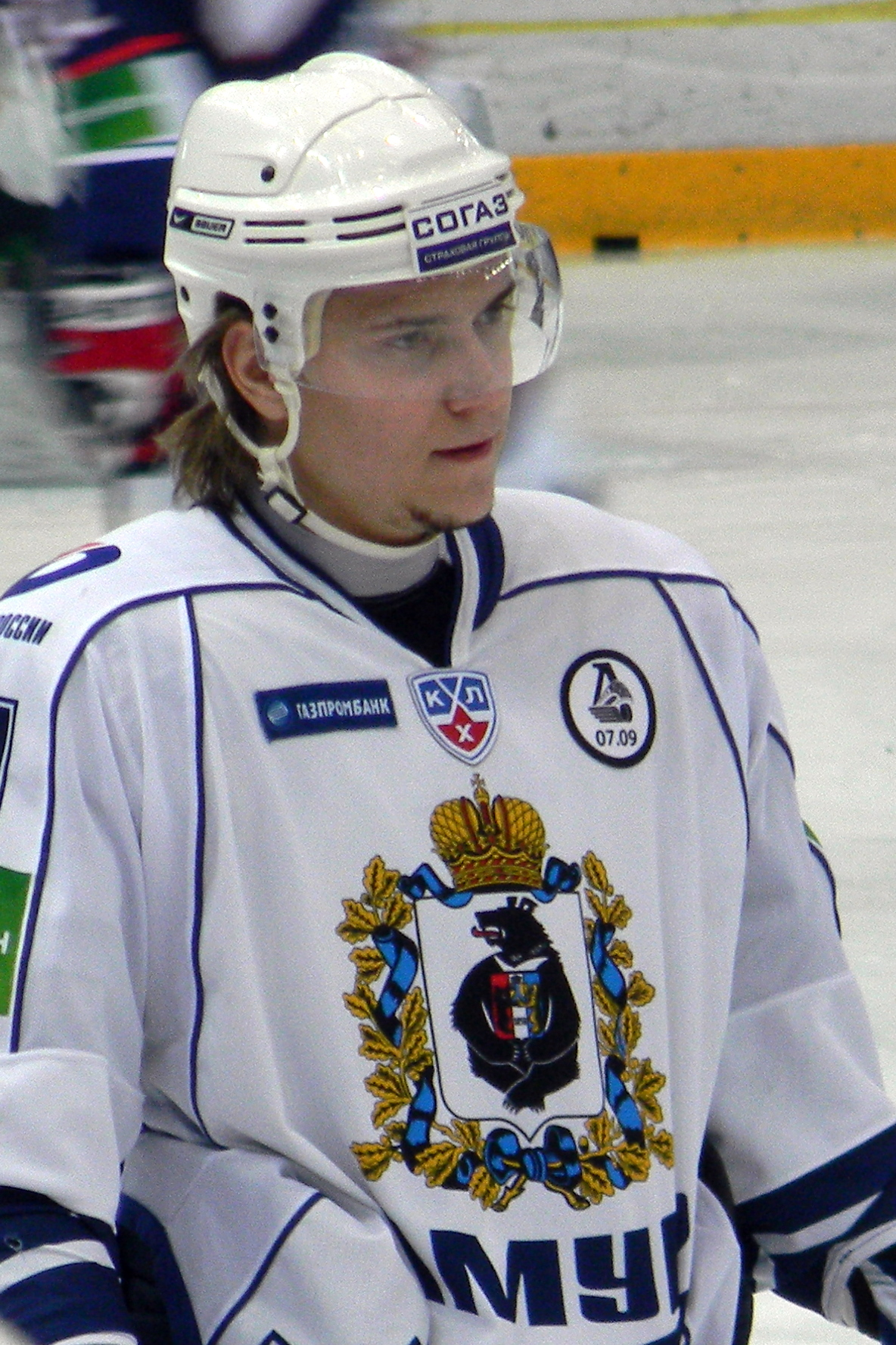
Plotnikow im Trikot von Amur Chabarowsk (2012)

Stand: Ende der Saison 2024/25

### International
| Vertrat Russland bei: - Weltmeisterschaft 2014 - Weltmeisterschaft 2015 - Weltmeisterschaft 2016 | - Weltmeisterschaft 2017 - Weltmeisterschaft 2019 | Vertrat das Russische Olympische Komitee bei: - Olympischen Winterspielen 2022 |

(Legende zur Spielerstatistik: Sp oder GP = absolvierte Spiele; T oder G = erzielte Tore; V oder A = erzielte Assists; Pkt oder Pts = erzielte Scorerpunkte; SM oder PIM = erhaltene Strafminuten; +/− = Plus/Minus-Bilanz; PP = erzielte Überzahltore; SH = erzielte Unterzahltore; GW = erzielte Siegtore; 1 Play-downs/Relegation; Kursiv: Statistik nicht vollständig)